# Laboratorios Richmond
Laboratorios Richmond es una empresa farmacéutica de Argentina que desarrolla y produce medicamentos.  Richmond cotiza desde el año 2017 en el índice bursátil argentino bajo la especie RICH. Es el fabricante de las vacunas Sputnik VIDA.

## Historia
Richmond fue fundado el 1 de mayo de 1935 por el farmacéutico de nacionalidad alemana Jaime Fuchs, bajo el nombre de "Droguería Fuchs". Su especialidad originaria era la elaboración de productos y preparados medicinales para venta minorista en farmacias.
En la actualidad Richmond elabora y exporta medicamentos oncológicos, cardiovasculares y de VIH-Sida. Comenzó a trabajar como proveedor del estado argentino en 2001 durante el gobierno de Fernando de la Rúa.
Richmond exporta sus productos a países de Centroamérica, Sudamérica, África, Asia y Medio Oriente.

## Pandemia de COVID-19
El 14 de abril de 2021 la Comisión Nacional de Valores presentó a los inversores el fideicomiso Laboratorios Richmond, este tiene como destino financiar la construcción de una planta productora de la vacuna contra el Covid-19 y otros insumos biotecnológicos.
El 20 de abril de 2021 Laboratorios Richmond fue noticia mundial por ser el primer laboratorio farmacéutico de Sudamérica en desarrollar la vacuna contra el COVID-19, Sputnik V. En total se desarrollaron 21.000 dosis que fueron entregadas a Rusia para el control de la calidad. Serán producidas a partir de junio en Argentina.
El Ministerio de Desarrollo Productivo de Argentina colaboró junto a Richmond en la investigación y producción de estas 21.000 dosis de vacunas Sputnik V.
La ministra de salud de Argentina Carla Vizzotti confirmó el día 21 de abril del 2021 que la vacuna "Sputnik V" producida por Laboratorios Richmond fue entregada al Centro Nacional de Investigación de Epidemiología y Microbiología Gamaleya en Rusia. Según la ministra de salud, una vez terminada la verificación de la formula Argentina podrá comenzar a producirla para toda la región.